# 189 Фтія
189 Фтія (189 Phthia) — астероїд головного поясу, відкритий 9 вересня 1878 року.